# Luke Ishikawa Plowden
Luke Ishikawa Plowden (ลุค อิชิคาว่า พลาวเด้น; nascido em 13 de setembro de 1995) é um ator e modelo norte-americano radicado na Tailândia. Ele é mais conhecido por seus papéis principais em Oh My Boss (2021), My Dear Donovan (2022) e The Three GentleBros (2022).

## Vida e carreira
Plowden nasceu em Washington, Pensilvânia, Estados Unidos, filho de mãe japonesa e pai americano. Ele se formou na Universidade George Washington em 2017.
Ele começou sua carreira no entretenimento como modelo em 2017, após ser descoberto por uma agência internacional de modelos. Conseguiu então seu primeiro emprego como modelo na Tailândia, para onde se mudou dos Estados Unidos.
Sua agência de modelos o informou que, se ele falasse tailandês corretamente, teria mais oportunidades na indústria do entretenimento local. Como resultado, ele se esforçou para aprimorar suas habilidades na língua tailandesa, e sua fala melhorou significativamente.
Em 2018, ele foi nomeado um dos 50 solteiros mais cobiçados da CLEO Tailândia em 2018. Mais tarde, ele assinou com a GMMTV e sua primeira atuação foi como convidado na série Wolf (2019). Em 2020, ele teve um papel coadjuvante em Wake Up Ladies: Very Complicated.
Em 2021, ele desempenhou um papel coadjuvante em Nabi, My Stepdarling. Mais tarde, ele alcançou a fama por interpretar o papel principal de Akitsuki Koji na série dramática Oh My Boss (2021), ao lado de Worranit Thawornwong (Mook).
Ele também ganhou maior reconhecimento por estrelar a série de comédia romântica My Dear Donovan (2022), ao lado de Tipnaree Weerawatnodom (Namtan).

## Filmografia

### Cinema
| Ano  | Título               | Personagem | Notas                                 |
| ---- | -------------------- | ---------- | ------------------------------------- |
| 2021 | Undefeated           | Ren        | Curta-metragem de Free Fire Tailândia |
| 2023 | Slyth: The Hunt Saga | Name       | Papel principal                       |
| TBA  | Dream!               |            |                                       |

### Televisão
| Ano  | Título                           | Personagem              | Notas            | Canal  |
| ---- | -------------------------------- | ----------------------- | ---------------- | ------ |
| 2019 | Wolf                             | Ken                     | Papel convidado  | One31  |
| 2020 | Wake Up Ladies: Very Complicated | Jeff                    | Papel recorrente | GMM 25 |
| 2021 | Nabi, My Stepdarling             | Pong                    | Papel recorrente | GMM 25 |
| 2021 | Oh My Boss                       | Akitsuki Koji           | Papel principal  | GMM 25 |
| 2021 | F4 Thailand: Boys Over Flowers   | Dominique Shun          | Papel convidado  | GMM 25 |
| 2022 | Drag, I Love You                 | Prabsuek                | Papel principal  | GMM 25 |
| 2022 | My Dear Donovan                  | Donovan "Dino" McDaniel | Papel principal  | GMM 25 |
| 2022 | The Three GentleBros             | Itchaya Prapavisanu     | Papel principal  | GMM 25 |
| 2023 | The Jungle                       | Nathee                  | Papel principal  | GMM 25 |
| 2023 | Faceless Love                    | Chanon                  | Papel principal  | GMM 25 |
| 2024 | Wandee Goodday                   | Sasaki                  | Papel convidado  | GMM 25 |
| 2025 | FriendEd 101                     |                         |                  | GMM 25 |
| TBA  | Hide & Sis                       | Mangkorn                | Papel principal  | GMM 25 |
| TBA  | Vamp                             | Lucas                   |                  | GMM 25 |

## Discografia

### OST
| Ano  | Título                                                                                      | Gravadora     |
| ---- | ------------------------------------------------------------------------------------------- | ------------- |
| 2022 | "So Hot" (OST de My Dear Donovan)                                                           | GMMTV Records |
| 2023 | "Beast Inside" (OST de The Jungle) com Krist Perawat, Nanon Korapat, Off Jumpol, Lee Thanat | GMMTV Records |
| 2023 | "รักเธอจนมากพอ (Can’t have you)" (OST de The Jungle)                                         | GMMTV Records |